# Bottom of Your Soul
»Bottom of Your Soul« je skladba ameriške rock skupine Toto. Izšli sta dve verziji singla, ena z dvema skladbama in Summer 2006 Tour Edition. Skladba se ni uvrstila na lestvice ne v ZDA in ne v Združenem kraljestvu. Refren pri skladbi poje takrat nekdanji pevec skupine, sedaj pa trenutni glavni vokalist, Joseph Williams.
Glasbo za skladbo so skupaj napisali vsi člani skupine, avtor besedila pa je David Paich.

## Seznam skladb
| Št. | Naslov                                   | Dolžina |
| --- | ---------------------------------------- | ------- |
| 1.  | „Bottom Of Your Soul‟ (radijska verzija) | 4:00    |
| 2.  | „Bottom Of Your Soul‟ (albumska verzija) | 6:59    |

### Summer edition
| Št. | Naslov                                            | Dolžina |
| --- | ------------------------------------------------- | ------- |
| 1.  | „Bottom Of Your Soul‟ (radijska verzija)          | 3:58    |
| 2.  | „Gypsy Train‟ (v živo)                            | 7:12    |
| 3.  | „Africa / Rosanna / Bottom Of Your Soul‟ (v živo) | 4:50    |
| 4.  | „Bottom Of Your Soul‟ (albumska verzija)          | 6:57    |

## Zasedba

### Toto
- David Paich – sintetizator, spremljevalni vokal
- Steve Lukather – glavni vokal, kitare
- Simon Phillips - bobni
- Bobby Kimball – spremljevalni vokal
- Mike Porcaro – bas
- Greg Phillinganes – klavir, spremljevalni vokal

### Gostje
- Joseph Williams – glavni vokal
- Jason Scheff – spremljevalni vokal
- Shenkar – spremljevalni vokal
- Lenny Castro – tolkala